# Aeroportul Kerama
Aeroportul Kerama (IATA: KJP, ICAO: ROKR) este un aeroport din Fukaji Island⁠(d), Zamami⁠(d), Shimajiri District⁠(d), Prefectura Okinawa, Japonia ce deservește zona Kerama Islands⁠(d). Aeroportul a fost tranzitat în 2023 de 145 de pasageri. A fost numit după zona deservită.
Situat la o altitudine de 48 m, aeroportul dispune de o singură pistă. Este operat de Prefectura Okinawa.